# فرودگاه پراسپکت استیت
 فرودگاه پراسپکت استیت (به انگلیسی: Prospect State Airport) یک فرودگاه همگانی است که یک باند فرود آسفالت دارد و طول باند آن ۱۲۱۹ متر است. این فرودگاه در کشور ایالات متحده آمریکا قرار دارد و در ارتفاع ۷۸۶ متری از سطح دریا واقع شده است.